# 1001 Spikes
1001 Spikes là một trò chơi điện tử thuộc thể loại platform do hãng Nicalis đồng phát triển và phát hành vào năm 2014. Lúc đầu có tên gọi là Aban Hawkins & the 1001 Spikes, mục tiêu của trò chơi, so với nhiều tựa game platform cùng loại, đều là giúp nhân vật chính thoát khỏi vùng địa hình rộng lớn và chiến đấu giành lấy thắng lợi mà không bị vướng phải những loại bẫy chông và nhiều tai họa khác. Trong suốt nhiều chuyến phiêu lưu, trò chơi dường như có độ thử thách tăng dần, đặc biệt là phải né tránh những cục đá rơi xuống và nhiều hơn nữa.

## Cốt truyện
Câu chuyện của 1001 Spikes nói về Jim Hawkins, một nhà khảo cổ học nổi tiếng thế giới nhân dịp thực hiện một chuyến khảo cổ đã bị mất tích tại vùng lãnh nguyên băng giá ở Nam Cực. Trước khi biến mất, ông có để lại cho cô con gái Tina một tấm bản đồ đến khu di tích bị lãng quên ở Nam Mỹ cùng với người con trai bị ghẻ lạnh là Aban Hawkins, cả hai người quyết tâm lên đường tìm kiếm cha mình trong lúc tiến hành thăm dò bên trong ngôi đền thờ bí ẩn.

## Đón nhận
1001 Spikes nhìn chung nhận được sự tích cực từ giới phê bình. Game giữ một số điểm tổng hợp khoảng 80,00% trên Game Rankings và 78/100 trên Metacritic. IGN đã chấm cho game với số điểm 8/10, chiếu cố đến sự phong phú của nội dung và các thảm họa thú vị,cũng như bày tỏ nỗi thất vọng khi các màn chơi trong game cứ lặp đi lặp lại ngày càng tăng.